# Ziekte van Paget (huid)
Ziekte van Paget (van de huid) is een vorm van borstkanker die zich in de opperhuid uitbreidt en daarbij de huidcellen verdringt.
Dit presenteert zich vooral bij de tepel, in de regel aan één kant, en lijkt soms bedrieglijk op eczeem met roodheid, schilfering, soms uitvloed of intrekking van de tepel. Regelmatig is er ook een knobbel in de borst te voelen. Soms is er een wond die niet geneest.

De ziekte van Paget kan ook elders op de huid voorkomen, en wordt dan extramammaire paget genoemd. Bij eczeem van de tepel, niet reagerend op behandeling voor eczeem, is nader onderzoek daarom aangewezen.

## Geschiedenis
De ziekte is genoemd naar Sir James Paget, een Engels chirurg die de aandoening in 1874 voor het eerst beschreef.